# Anthene chirinda
Anthene chirinda är en fjärilsart som beskrevs av Bethune-Baker 1910. Anthene chirinda ingår i släktet Anthene och familjen juvelvingar. Inga underarter finns listade i Catalogue of Life.

## Bildgalleri

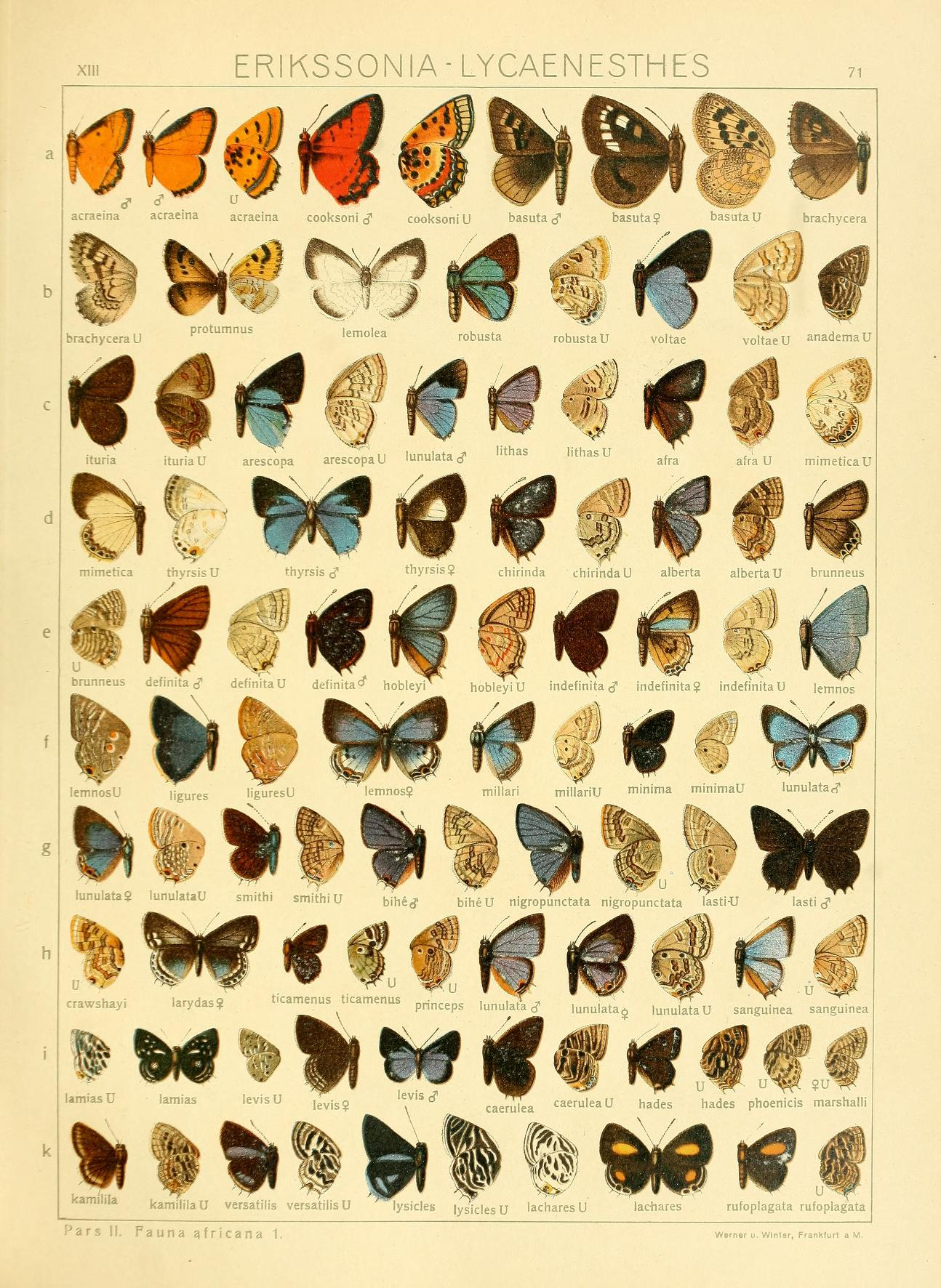